# Antonio Cunial
Antonio Cunial (Possagno, 6 settembre 1915 – Lourdes, 10 agosto 1982) è stato un vescovo cattolico italiano.

## Biografia
Frequentò in gioventù l'Istituto Cavanis "Collegio Canova" di Possagno, la scuola del suo paese natale.
Fu ordinato sacerdote per la diocesi di Treviso il 9 luglio 1939.
Il 21 marzo 1963 fu nominato vescovo di Lucera, il 9 marzo 1970 trasferito alla sede di Vittorio Veneto, dove fu il primo successore di Albino Luciani che era stato trasferito al patriarcato di Venezia e che più tardi divenne papa con il nome di Giovanni Paolo I.
Morì il 10 agosto 1982 all'età di 67 anni mentre era in pellegrinaggio a Lourdes.

## Genealogia episcopale
La genealogia episcopale è:
- Cardinale Scipione Rebiba
- Cardinale Giulio Antonio Santori
- Cardinale Girolamo Bernerio, O.P.
- Arcivescovo Galeazzo Sanvitale
- Cardinale Ludovico Ludovisi
- Cardinale Luigi Caetani
- Cardinale Ulderico Carpegna
- Cardinale Paluzzo Paluzzi Altieri degli Albertoni
- Papa Benedetto XIII
- Papa Benedetto XIV
- Cardinale Enrico Enriquez
- Arcivescovo Manuel Quintano Bonifaz
- Cardinale Buenaventura Córdoba Espinosa de la Cerda
- Cardinale Giuseppe Maria Doria Pamphilj
- Papa Pio VIII
- Papa Pio IX
- Cardinale Alessandro Franchi
- Cardinale Giovanni Simeoni
- Cardinale Antonio Agliardi
- Cardinale Basilio Pompilj
- Cardinale Adeodato Piazza, O.C.D.
- Vescovo Carlo Zinato
- Vescovo Antonio Mistrorigo
- Vescovo Antonio Cunial